# Plourivo
Plourivo (bretonisch: Plourivoù) ist eine französische Gemeinde mit 2.267 Einwohnern (Stand: 1. Januar 2022) im Département Côtes-d’Armor in der Region Bretagne. Die Bewohner werden Plourivotains und Plourivotaines oder Plouriviens und Plouriviennes genannt.

## Geographie
Umgeben wird Plourivo von der Gemeinde Paimpol im Norden, von Kerfot im Osten und von Yvias im Südosten.

## Bevölkerungsentwicklung
| 1962 | 1968 | 1975 | 1982 | 1990 | 1999 | 2008 | 2016 |
| 1891 | 1869 | 1933 | 1927 | 1932 | 1973 | 2162 | 2281 |

## Sehenswürdigkeiten
Siehe: Liste der Monuments historiques in Plourivo
- Monolithisches Kreuz in Lancerf, seit 1927 als Monument historique eingeschrieben
- Grabkreuz in Lancerf aus dem 10. Jahrhundert, seit 1911 als Monument historique klassifiziert
- Kirche Saint-Pierre
- Ehemaliges Herrenhaus

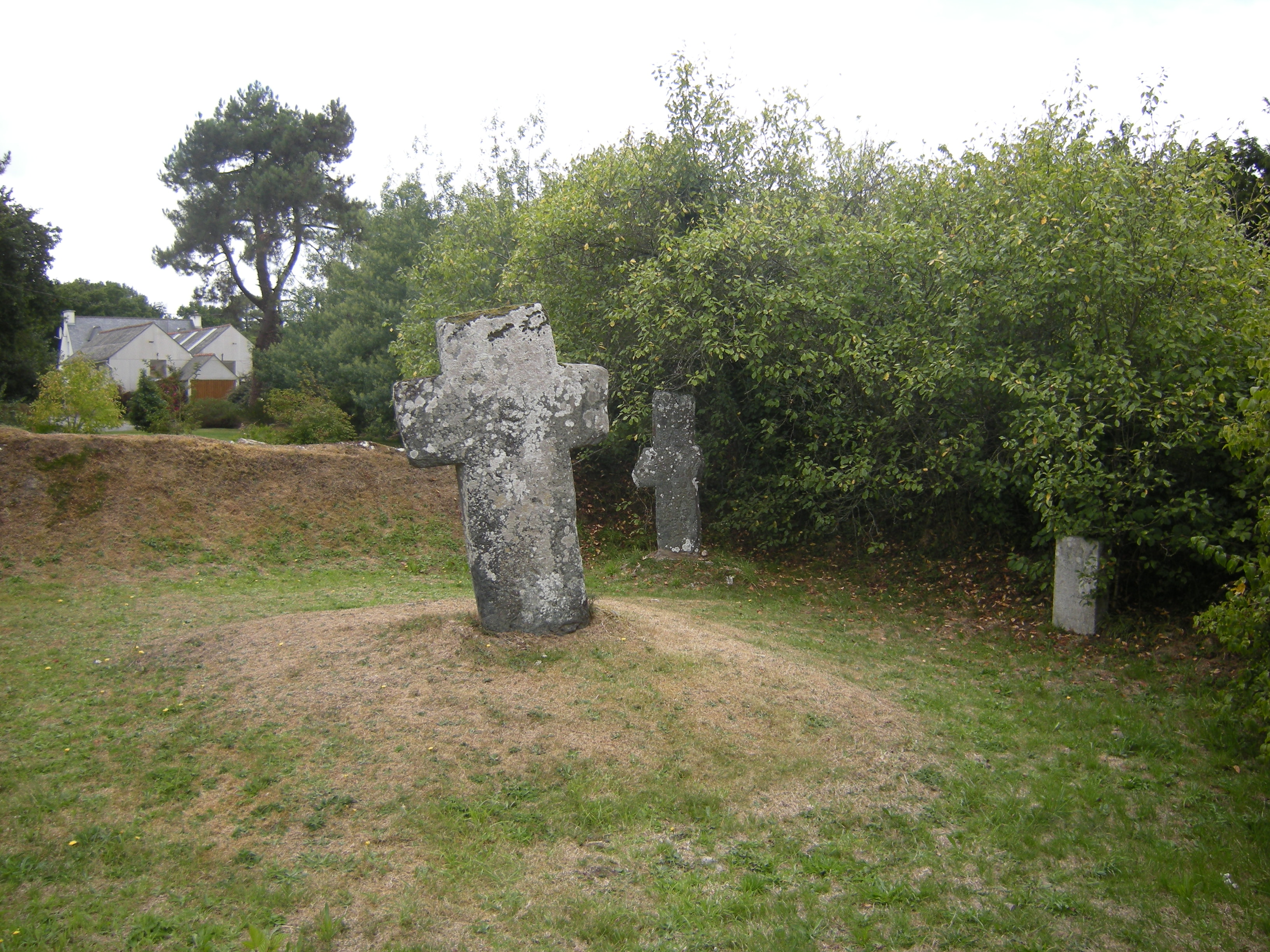
Monolithisches Kreuz in Lancerf
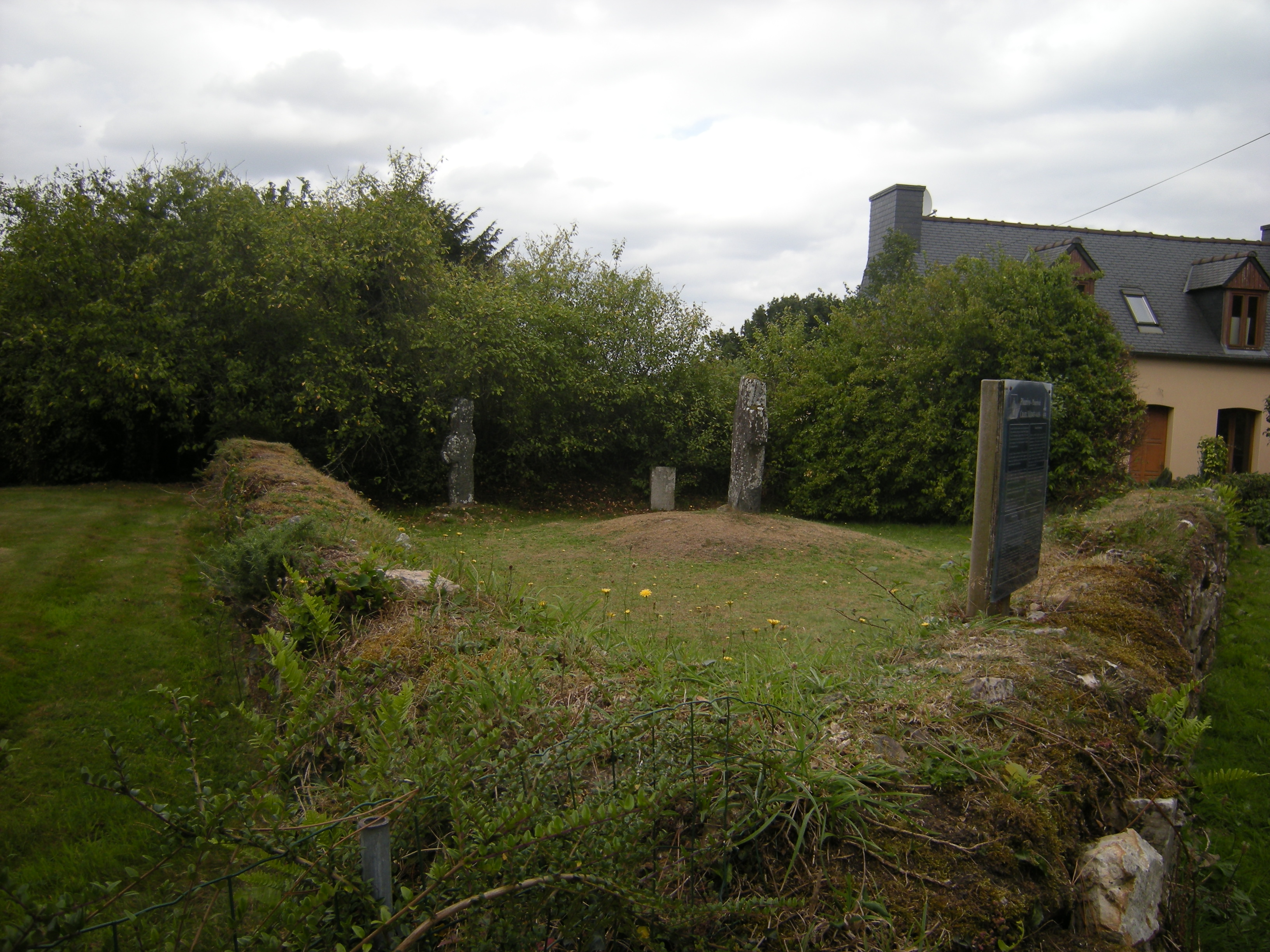
Grabkreuz in Lancerf
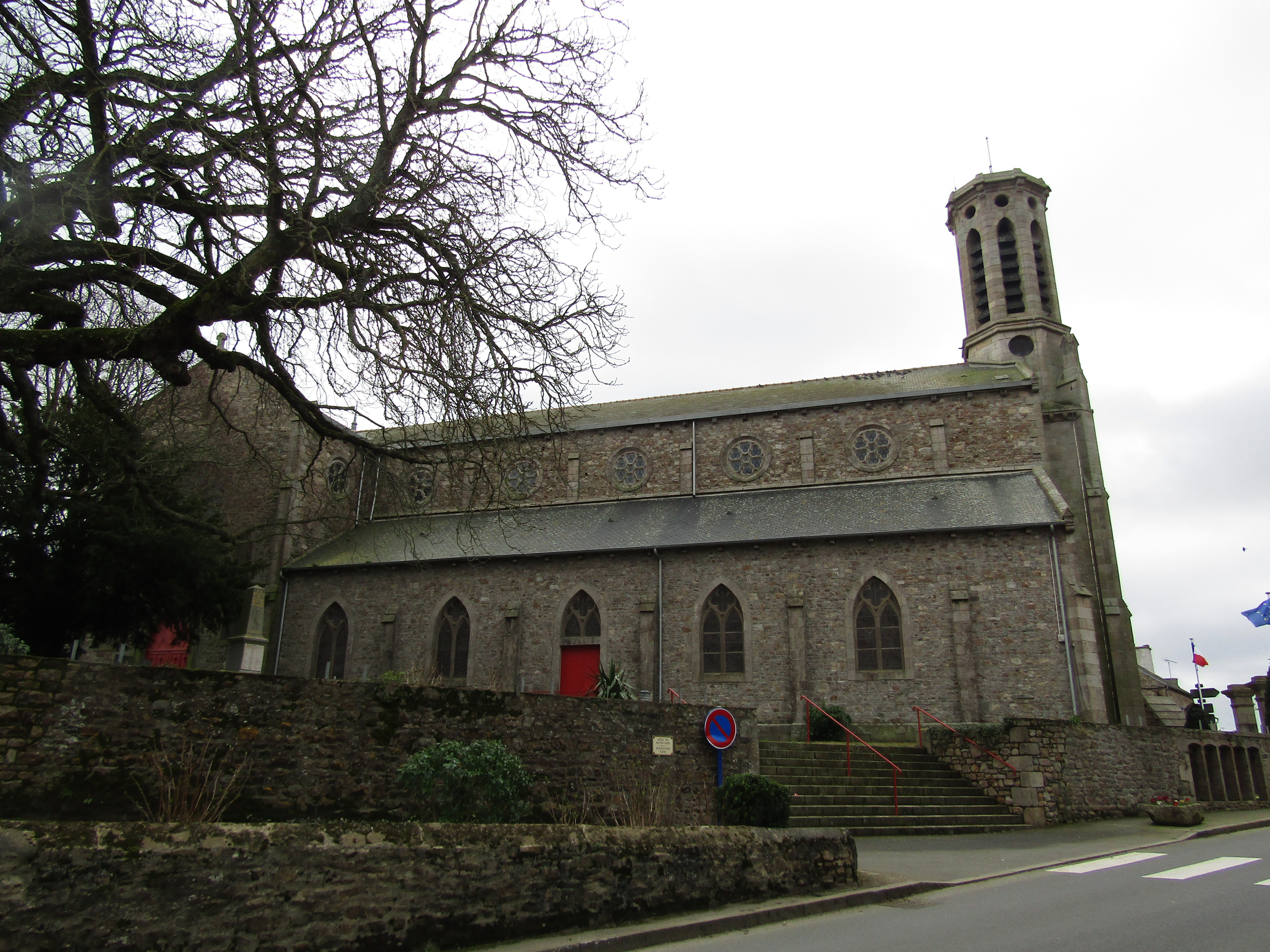
Kirche Saint-Pierre
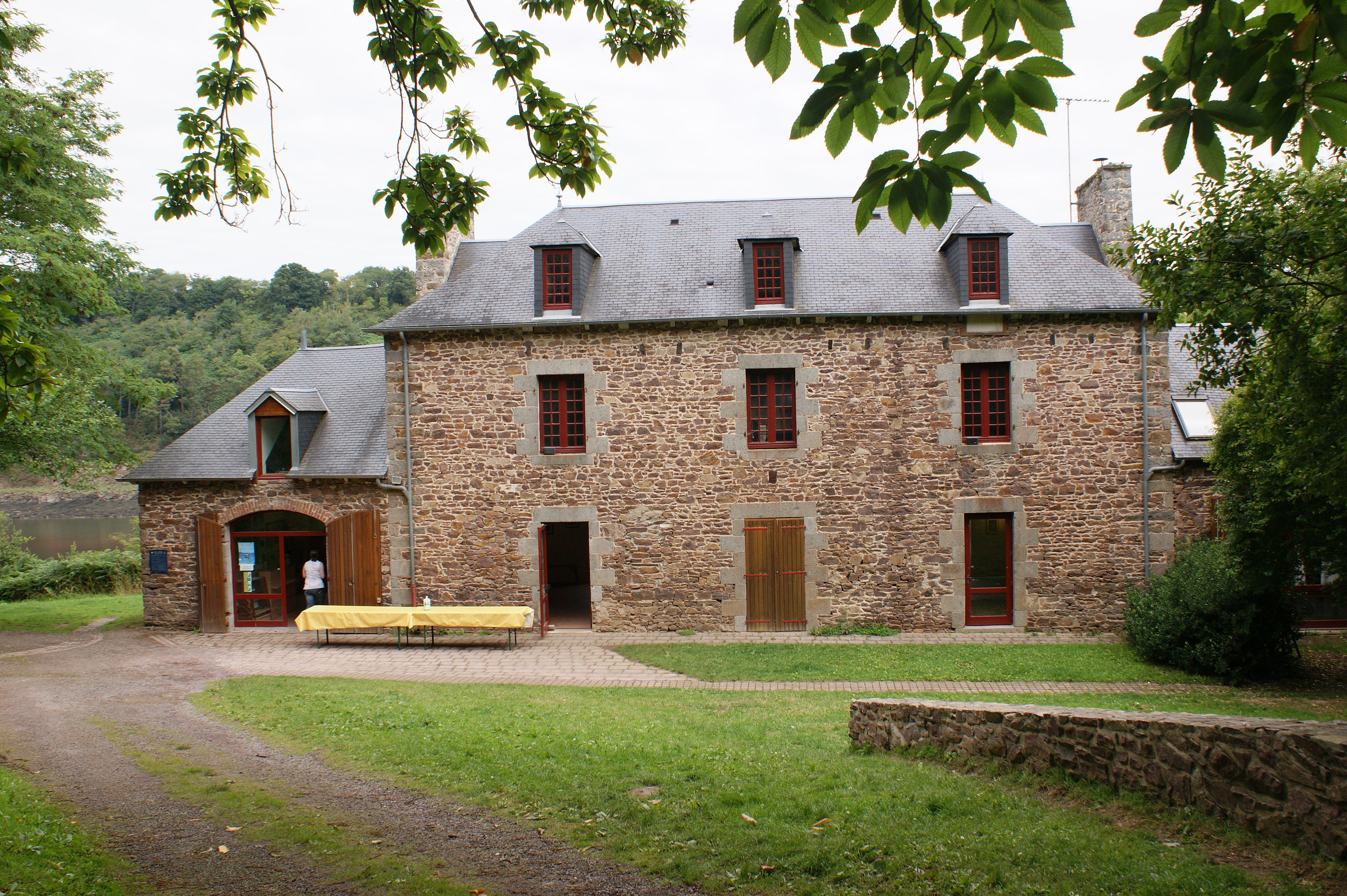
Ehemaliges Herrenhaus